# Karl Friedrich Schäffer der Ältere
Karl Friedrich Schäffer, auch Carl Friedrich Schäffer oder Carl Friedrich Schäfer (* um 1750 in Berlin; † Ende September 1781 in Rom), war ein deutscher Bildhauer.

## Leben

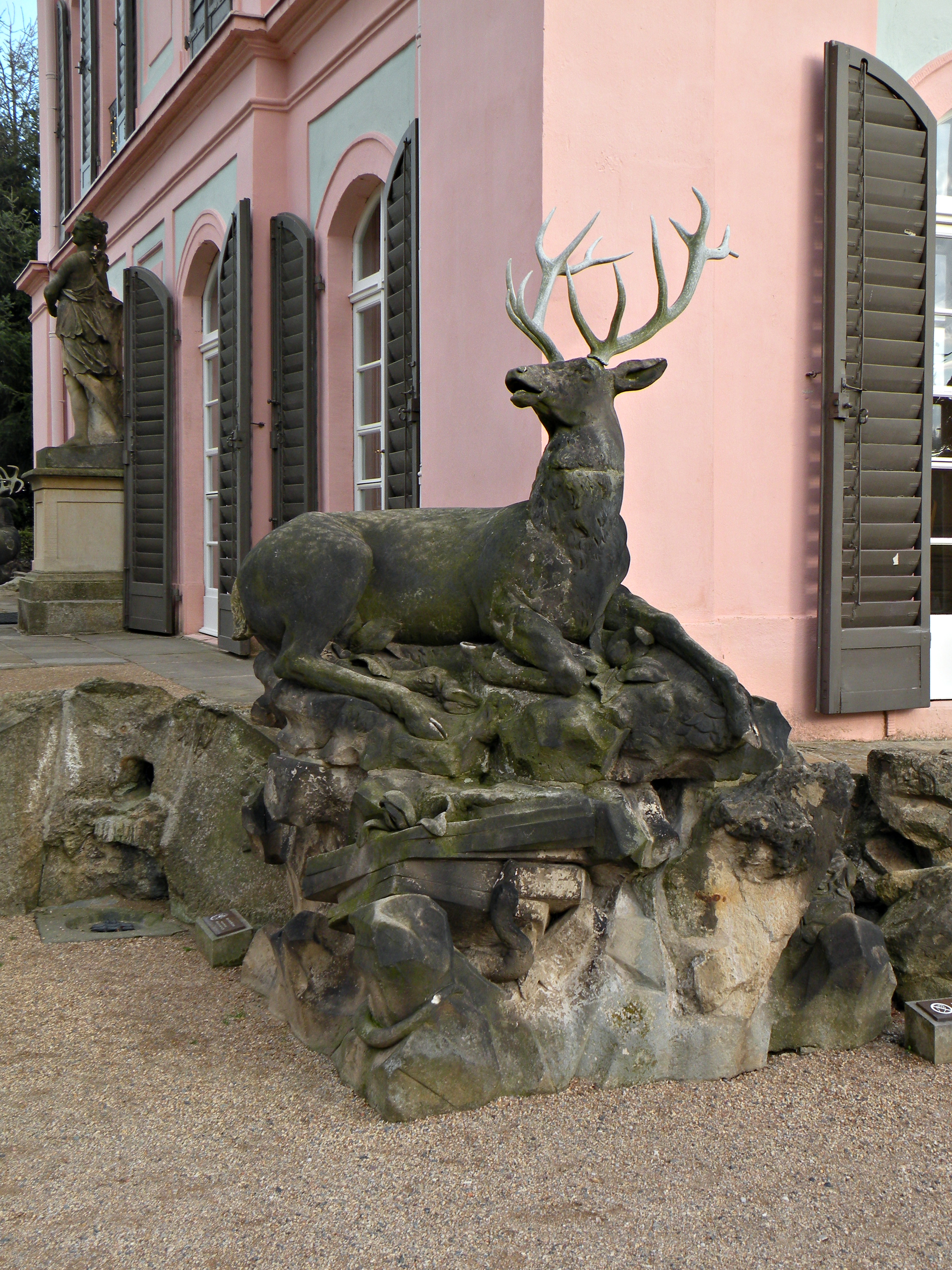
Ruhender Hirsch

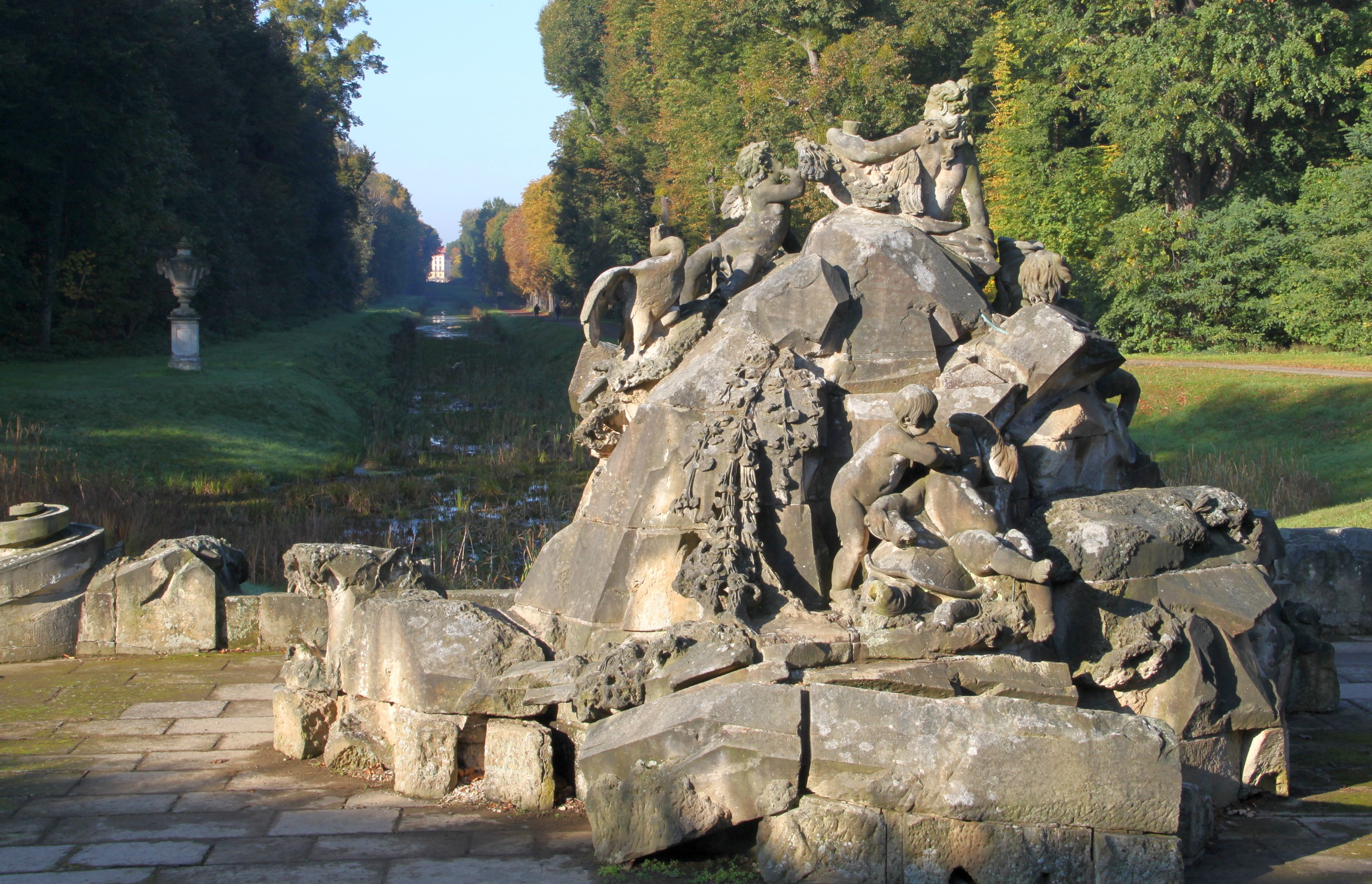
Venusbrunnen

Karl Friedrich Schäffer, Sohn eines Bildhauers, stammte aus Berlin und arbeitete seit 1771 in der Dresdner Werkstatt des Bildhauers Gottfried Knöffler. 1775 wurde er mit fester Besoldung Hofbildhauer des sächsischen Kurfürsten Friedrich August III. In den 1770er Jahren schuf er die Ruhenden Hirsche an der Südfassade des Fasanenschlösschens in Moritzburg und als sein Hauptwerk den sogenannten Venusbrunnen im Schlosspark der Moritzburg einschließlich der dortigen Sandsteinvasen. Dieses Meisterwerk war zu seiner Entstehungszeit die größte Brunnenanlage des Kurfürstentums Sachsen.
Schäffer heiratete Eleonore, eine Tochter des Dresdner Hofbaumeisters Christoph Gotthard Schwarze (1726–1781). Aus der Ehe ging ein Sohn hervor, der Architekt Karl Friedrich Schäffer der Jüngere. Schäffer kam 1779 nach Rom, wo er Ende September 1781 verstarb.